# Поульсен, Георг
Гео́рг По́ульсен (фар. Georg Poulsen; род. 10 октября 1970 года в Тофтире, Фарерские острова) — бывший фарерский футболист, полузащитник, выступавший за клуб «Б68».

## Биография
Георг является воспитанником тофтирского «Б68». 10 сентября 1988 года он дебютировал за дублирующий состав своей команды в матче первого дивизиона против клуба «СИФ». 27 августа 1989 года Георг сыграл свою первую игру в высшей фарерской лиге, это была встреча со столичным «ХБ». В сезоне-1990 он принял участие в 2 матчах первенства архипелага. В 1995 году Георг в последний раз сыграл за первую команду «Б68» в высшем дивизионе, заменив на 87-й минуте Сигнара Йоханнесена в поединке с «ТБ». В том же сезоне он провёл 9 встреч за «Б68 II» во втором дивизионе и внёс свой вклад в победу команды на этом турнире. 31 мая 1997 года в матче дублирующих составов «Б68» и «Б36» Георг получил травму и ушёл с поля на 25-й минуте. Не сумев оправиться от травмы, он принял решение завершить свои выступления.
В 1986—1996 годах Георг пробовал себя в качестве помощника главного арбитра от клуба «Б68» и суммарно помог отсудить 4 футбольных матча.

## Достижения
«Б68 II»
- Победитель второго дивизиона (1): 1995